# Valanga

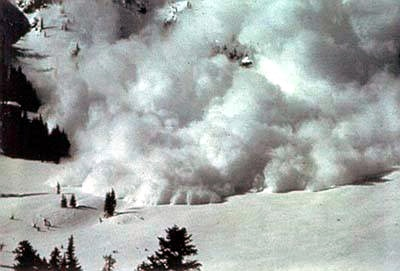
Una valanga

La valanga (anche detta slavina o lavina) è un fenomeno che si verifica quando una massa di neve o ghiaccio improvvisamente si mette in moto su un pendio, precipitando con repentino slittamento e/o rotolamento verso valle a causa della rottura della condizione di equilibrio presente all'interno del manto nevoso, che porta al raggiungimento del carico di rottura, ovvero quando la forza di gravità che agisce sul pendio innevato supera le forze di coesione del manto nevoso che agiscono in senso opposto.

## Descrizione

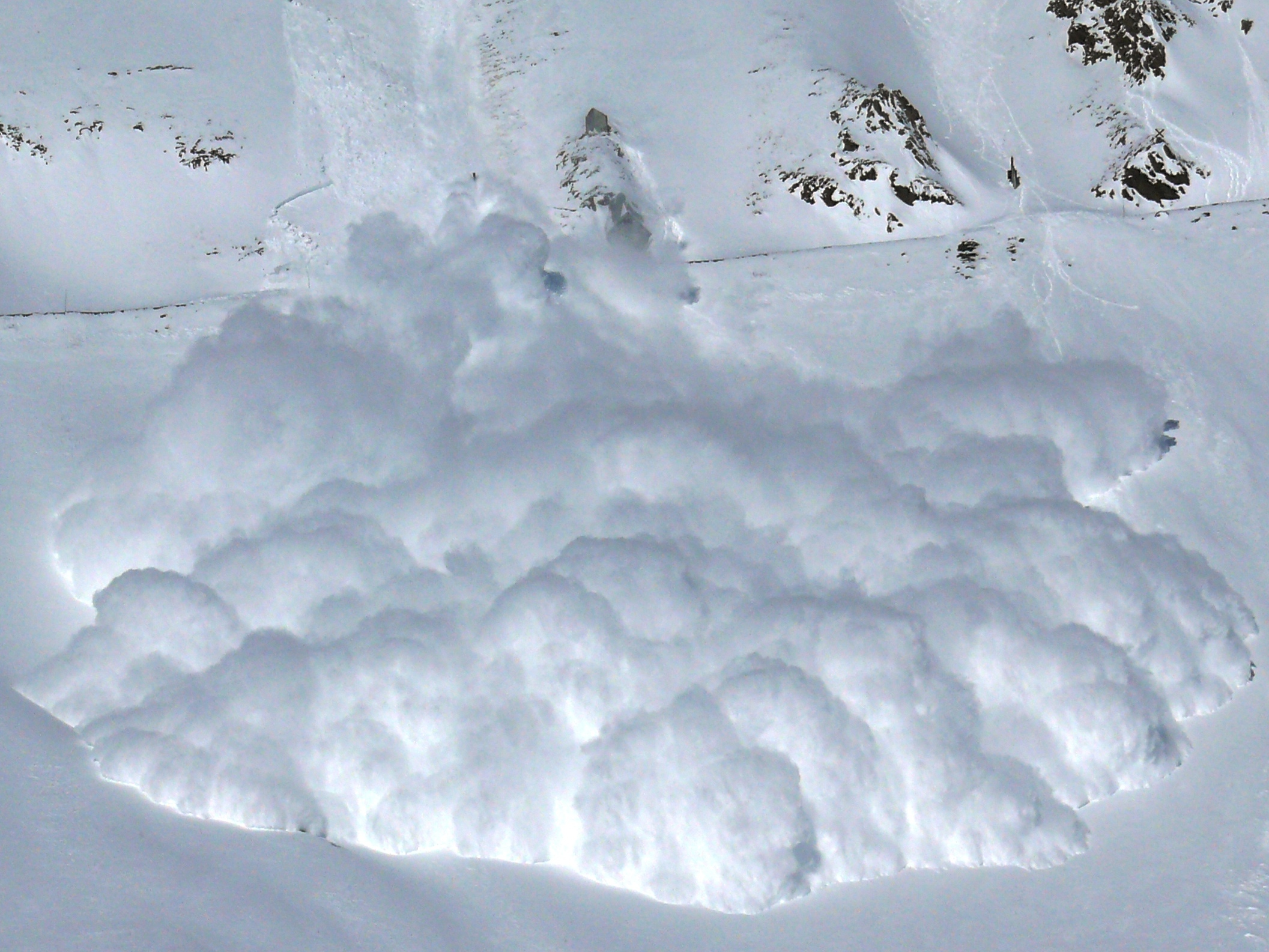
Esempio di valanga

Durante la discesa la valanga può coinvolgere altra massa nevosa assumendo così dimensioni via via maggiori e raggiungere velocità anche superiori ai 300 km/h. Il distacco della massa di neve può essere provocato da varie cause: naturali, umane (sciatori), azione del vento, ecc. I meccanismi fisici e la dinamica sono dunque simili per certi versi a quelli di una frana, con il manto nevoso a minor coesione che sostituisce il terreno.

### Tipi di valanghe
- In base all'agente che le genera possono essere: naturali o artificiali.
- In base alla morfologia dei pendii si classificano come valanghe: di versante o di colatoio.
- In base al tipo di movimento si classificano in valanghe: aeree, nubiformi, radenti, terrestri.
- In base alla superficie di scivolamento si classificano in valanghe: di superficie (che comprendono pochi strati, anche uno solo) o di fondo (che comprendono tutto lo strato). Valanga sul Gross Fiescherhorn

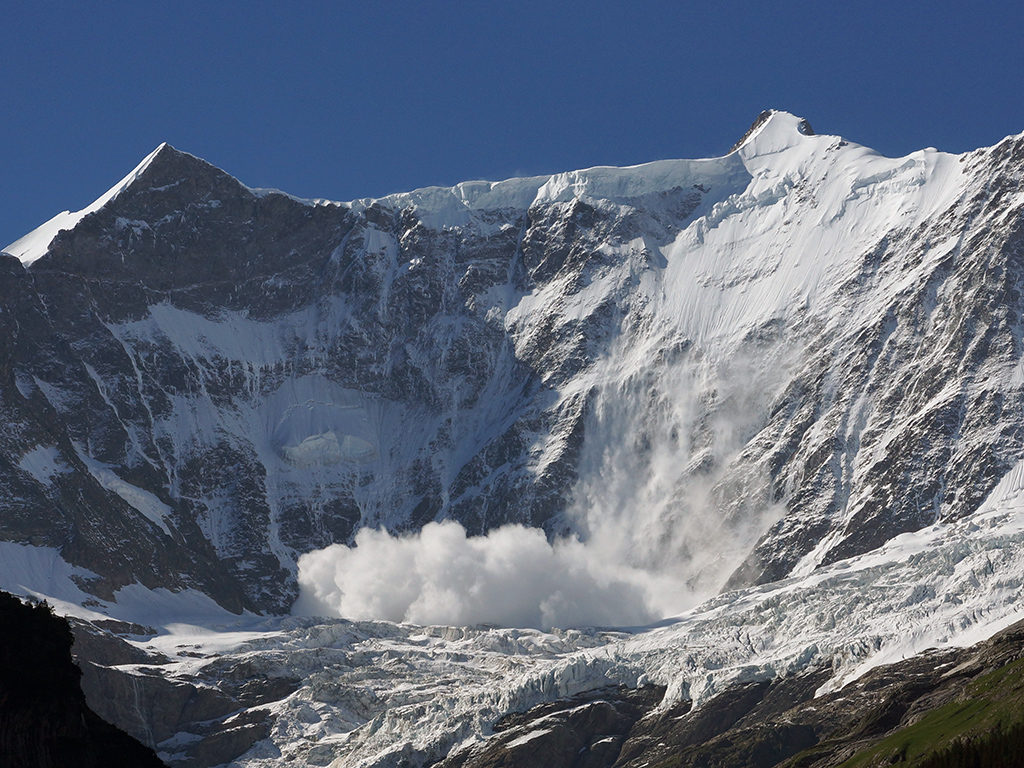
Valanga sul Gross Fiescherhorn

- In base al tipo di distacco si classificano in valanghe: a fronte, a lastroni (o a lastre), puntiformi.
- In base al tipo di percorso si classificano in valanghe: di versante o incanalate (o di colatoio).

Le cause scatenanti delle valanghe dipendono dalle caratteristiche del manto nevoso e da altri fattori.

### Cause
Come detto le cause di una valanga possono essere: naturali, artificiali o una combinazione di queste.
Tra le cause naturali si annoverano:
- sovraccarico nevoso al di sopra di un pendio: aumenta la gravità che agisce contro la forza di coesione dei cristalli di ghiaccio; tale rischio aumenta con la pendenza e nei versanti sottovento per l'accumulo eolico di neve come ad esempio nei canaloni. Questo tipo di fattore di rischio dà spesso luogo a valanghe di fondo.
- precipitazioni nevose su un pendio innevato ghiacciato o già fortemente consolidato: la ridotta coesione tra i due strati formatisi determina una disomogeneità o discontinuità del profilo di coesione del manto nevoso che facilita lo slittamento e scorrimento a valle della massa nevosa superficiale (effetto scivolo e valanghe di superficie); tali valanghe superficiali sono comunemente dette slavine; tale rischio aumenta se la qualità della neve superficiale è resa pesante da alta umidità dell'aria.
- precipitazione piovosa su un pendio abbastanza innevato: aumenta il carico gravitazionale e riduce contemporaneamente anche la forza di coesione; si accompagna spesso all'innalzamento termico (nelle regioni subpolari boreali, possono associarsi a cosiddetti eventi di pioggia su neve).

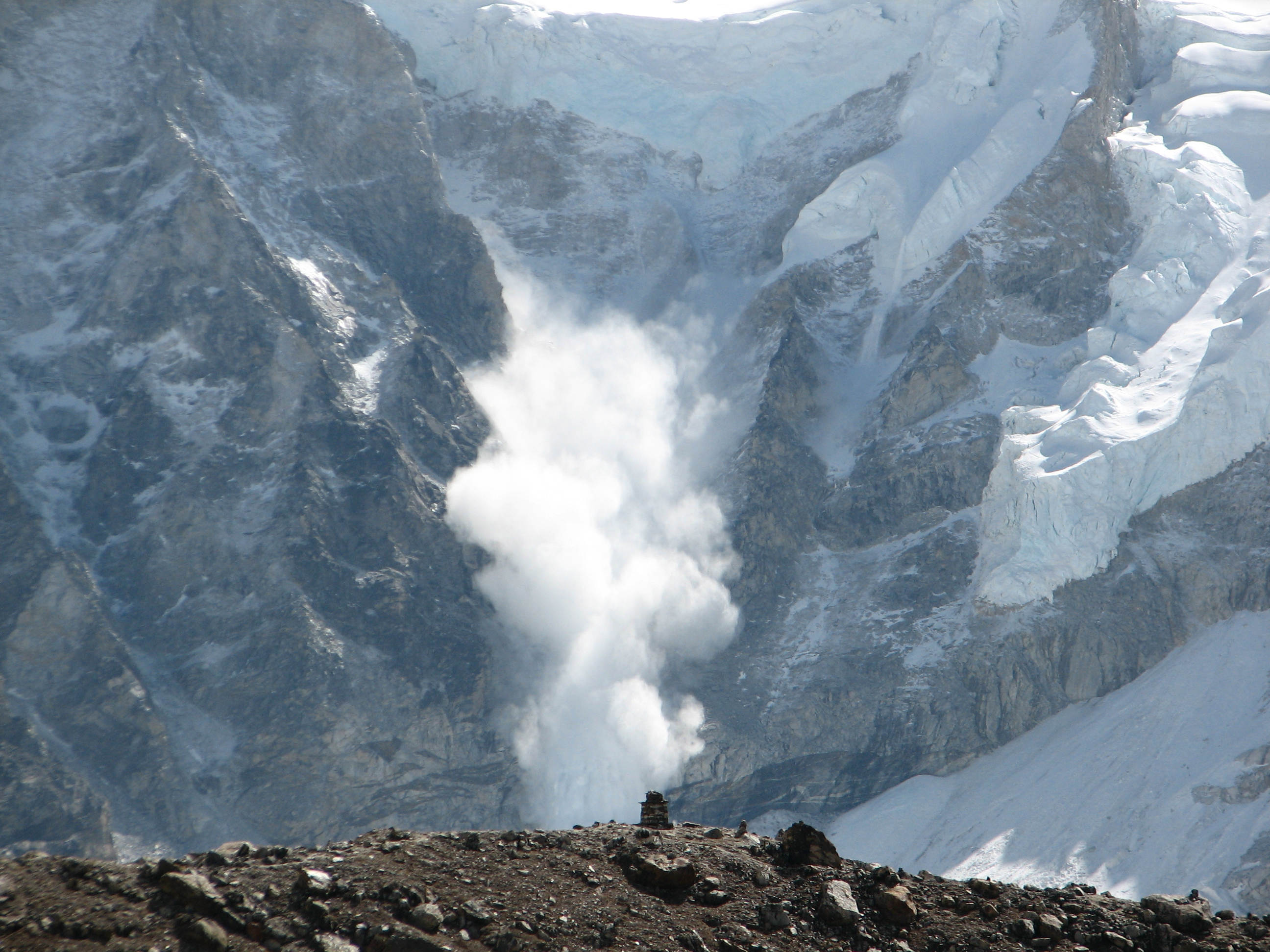
Una valanga staccatasi da un costone dell'Everest.

- innalzamento termico: favorisce l'instabilità del pendio innevato diminuendo la forza di coesione; se provoca anche la fusione parziale del manto nevoso il rischio aumenta ancor di più; tale rischio aumenta nei versanti esposti a sud per via della maggiore insolazione, nelle ore centrali della giornata e nel periodo primaverile di disgelo.
- vento: agisce meccanicamente aumentando localmente il carico gravitazionale o diminuendo le forze di coesione fino al raggiungimento e superamento del carico di rottura; tale rischio aumenta con l'intensità del vento e nei versanti sopravvento
- distacco di seracchi o frane: possono innescare valanghe sui pendii innevati sottostanti se vicini al limite del carico di rottura. Sono cause tipiche dell'alta quota e delle stagioni calde.

Tra le cause artificiali ovvero umane si annoverano essenzialmente:
- passaggio di uno o più sciatori o alpinisti su un pendio a rischio ovvero vicino alla soglia limite di rottura: l'azione scatenante è impartita anche solo attraverso il peso dello sciatore, spesso amplificato dal moto verso valle dello stesso e da manovre brusche o del tutto errate o sconsigliate come la traversata longitudinale del pendio a rischio;
- cariche di esplosivo volutamente e debitamente piazzate per produrre una valanga artificiale e diminuire così il rischio connesso all'instabilità conclamata del pendio. Si parla in questo caso di distacco preventivo (vedi Gazex).

Possono essere fattori mitiganti del rischio l'eventuale geomorfologia del pendio (pendio fortemente sconnesso cioè sassoso e ruvido), la presenza di vegetazione sufficiente, condizioni meteorologiche favorevoli come freddo intenso.
Può essere una componente dei fattori di rischio la "struttura del manto nevoso" formata da uno o più strati di neve che si sovrappongono  e si modificano nel tempo tra una nevicata e l'altra durante la stagione, ovvero : il profilo della neve con il numero di strati; il fattore di coesione tra i cristalli e tra uno strato e l'altro; la durezza degli strati con il loro grado di assestamento; i fattori di tensione dovuti alla forza di gravità e ai fattori delle forze applicate agli strati ; Il contenuto di umidità.

### Fattori di rischio
La probabilità di una valanga aumenta quindi proporzionalmente con l'accumulo nevoso, la pendenza e la particolare geomorfologia del pendio (luoghi particolarmente a rischio risultano i canaloni per l'accumulo eolico di neve), condizioni meteorologiche sfavorevoli, la temperatura e il vento. Si suole spesso assegnare una pendenza critica al pendio per la generazione di valanghe, ma episodi valanghivi possono verificarsi anche su pendii non considerati a rischio per la pendenza quando gli altri fattori di rischio menzionati agiscono in combinazione tra loro o in discesa da pendii superiori oltre tale criticità.
Spesso le valanghe sono più frequenti nel periodo primaverile quando si sommano molti dei fattori di rischio sopraesposti, ovvero in corrispondenza di nevicate particolarmente abbondanti con neve molto umida su pendio già molto assestato o ghiacciato e maggior rischio dovuto ai repentini e accentuati sbalzi termici per la maggiore insolazione.
In genere le valanghe sono più frequentemente causate da un fattore scatenante di tipo umano al di sopra di un pendio già a rischio ovvero fattori naturali e umani si legano insieme tra loro. In generale il rischio non è quasi mai nullo (quello che varia è la frequenza e le dimensioni dei distacchi) e le condizioni di sicurezza o meno vanno debitamente valutate all'occorrenza pendio per pendio, preferibilmente affidandosi a esperti conoscitori del luogo o alle segnalazioni degli organi competenti preposti.
In generale dunque per diminuire il rischio di incorrere in una valanga e procedere in condizioni di relativa sicurezza, dopo un periodo particolarmente nevoso, occorre attendere l'assestamento del manto nevoso, processo che passa generalmente attraverso una fase critica di rischio, durante la quale è altamente sconsigliata l'attività escursionistica. Questa fase è caratterizzata da metamorfismo dei cristalli di ghiaccio favorito da condizioni avverse quali aumento termico e/o precipitazioni piovose in grado di provocare fusione e successivo ricongelamento e/o eventuali distacchi spontanei e, superata la quale, il manto trova condizioni di maggiore equilibrio per aumentata coesione.

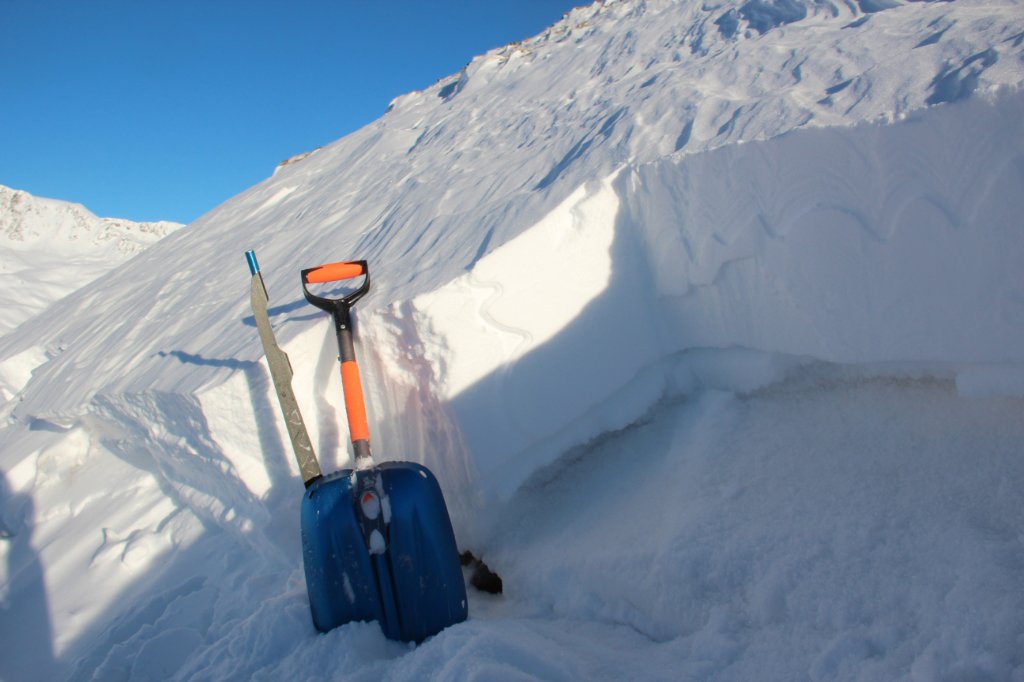
Studio del profilo verticale nevoso

### Pericolosità
Benché per certi aspetti appaiano come uno dei tanti spettacoli offerti dalla natura, le valanghe costituiscono dunque un pericolo serio nelle zone di montagna sia per le infrastrutture pubbliche e private (strade ed edifici), sia per l'incolumità fisica delle persone su piste da sci e fuoripista (alpinismo, scialpinismo, freeride e sci estremo).
In particolare la pericolosità di una valanga dipende strettamente dalla massa nevosa staccatasi e dalla velocità raggiungibile, ovvero dunque dall'energia cinetica in gioco, che a sua volta dipende dalla geomorfologia del pendio coinvolto. Alla prima classe di rischio si ovvia con opere di geoingegneria, con la messa in sicurezza dei pendii tramite appositi paraneve meccanici (le stazioni sciistiche devono garantire la massima sicurezza sulle piste); alla seconda si cerca di porre rimedio attraverso l'informazione di rischio emessa dagli organi competenti.

### Sopravvivenza

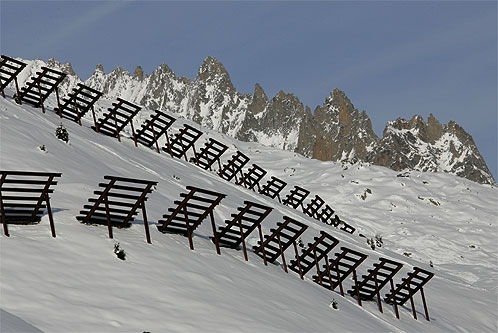
Alcune barriere di protezione per le valanghe (paravalanghe).

La sopravvivenza in caso di coinvolgimento in una valanga dipende da molti fattori: in primis l'eventuale gravità dovuta al trauma contusivo dovuto all'impatto, che dipende a sua volta dal tipo di valanga; seguono i rischi eventuali dovuti al soffocamento e/o all'ipotermia o congelamento, che aumentano rapidamente nel tempo una volta sepolti; in generale dunque la sopravvivenza tende a decadere rapidamente nel tempo se non si attuano i primi soccorsi, ovvero non si riesce a estrarre rapidamente l'infortunato dalla massa nevosa. Anche solo una valanga polverosa può comportare dei rischi da non sottovalutare: i cristalli di ghiaccio bloccano il respiro e ghiacciano i polmoni.

### Studio
Lo studio delle valanghe e del rischio connesso può essere fatto sperimentalmente-operativamente sul campo osservando, misurando e analizzando quantità, stratificazioni e qualità della neve (in particolare monitorando il processo di metamorfismo dei cristalli di ghiaccio), oppure per via teorico-analitica con l'ausilio di modelli matematici di simulazione delle valanghe sul pendio in questione modellando la valanga con metodi fluidodinamici, ovvero considerando il comportamento della massa nevosa assimilabile a quello di un fluido ad alta viscosità che scende su un pendio di pendenza nota e su cui inizialmente agiscono forza di gravità e forze di coesione.
Il primo metodo è utilizzato come monitoraggio diretto delle condizioni/situazioni a rischio distacco e ha finalità essenzialmente preventive per gli sciescursionisti; il secondo tipo di studio è utilizzato invece per capire l'impatto, ovvero le conseguenze a valle di un eventuale valanga, individuando pendii geomorfologicamente a rischio. A questi si aggiungono studi statistici volti cioè a individuare i pendii più a rischio tramite l'analisi storica dei dati disponibili di valanghe da parte dei centri di previsione e prevenzione con la finalità ultima di redigere carte di localizzazione probabile delle valanghe.

## Contromisure

### Sistema di ricerca antivalanghe
Per la ricerca di persone sepolte da una valanga è utilizzabile il dispositivo ARVA o RECCO di cui deve preventivamente dotarsi lo sciatore. Spesso questo strumento costituisce il mezzo più diretto ed efficace per l'individuazione rapida del soggetto coinvolto e la successiva estrazione e può dunque essere considerato in molti casi a tutti gli effetti un mezzo salvavita.
I sistemi di soccorso comprendono l'appoggio a squadre di soccorso specializzate, cani addestrati (cani da valanga) ed elicotteri dotati di speciali sensori. Tra le dotazioni delle squadre di soccorso si ricorda la classica pala da neve e il classico sondino. Tali accessori dovrebbero essere a portata di mano anche di eventuali superstiti, i primi a prestare immediato soccorso. Spesso però l'imprudenza degli alpinisti mette a rischio anche la vita dei soccorritori per successive possibili valanghe.

### Servizi di previsione/prevenzione

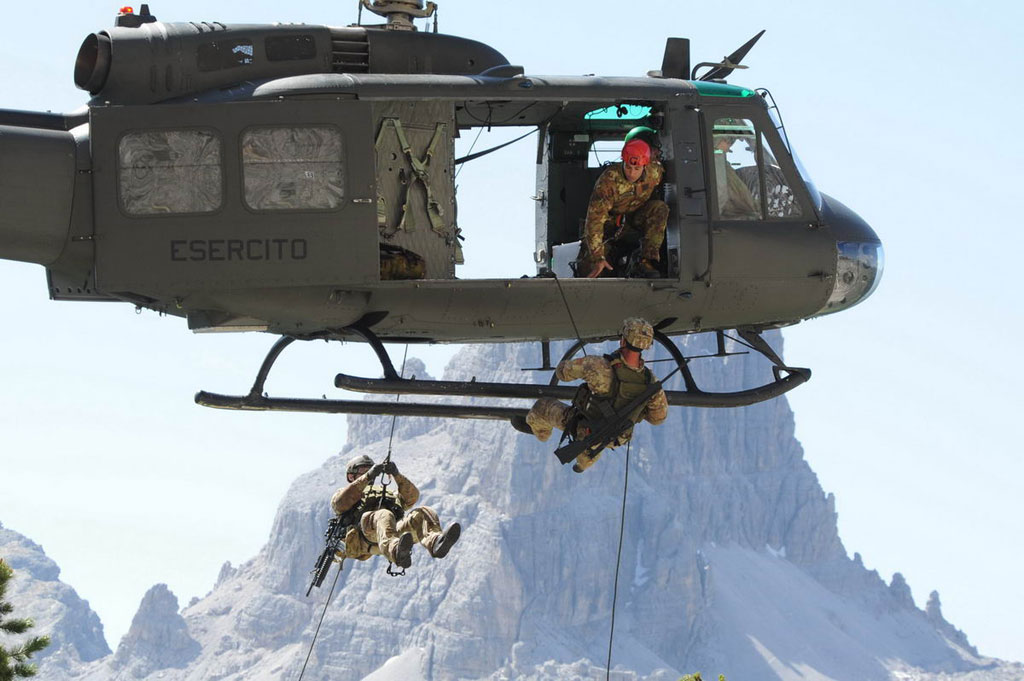
Elicottero del soccorso alpino del Comando truppe alpine

La pericolosità del fenomeno ha fatto sì che siano stati resi operativi in vari paesi appositi servizi di previsione e prevenzione.
In Italia, uno dei primi Organismi a occuparsi di neve - valanghe - previsione e prevenzione fu il Servizio Valanghe Italiano del Club Alpino Italiano che nacque nel 1966 - per iniziativa di Fritz Gansser e di alcuni appassionati sciatori alpinisti - con lo scopo di diminuire il numero di incidenti in montagna provocati dalle valanghe. A quell'epoca, con l'aiuto dell'Istituto Federale per lo Studio della Neve e delle Valanghe di Davos in Svizzera, vennero organizzati i primi corsi in Italia per conseguire il titolo di Esperto in neve e valanghe.
A questo primo passo è seguita la realizzazione della prima rete di rilevamento dati meteonivologici e la diffusione dal 1972 da parte del comando truppe alpine dei primi bollettini valanghe dell'arco alpino italiano, che è proseguita fino al 1980, anno in cui hanno incominciato a operare gli uffici valanghe provinciali e regionali.
Da allora il Servizio Valanghe Italiano ha proseguito nella sua opera principale di formazione di personale qualificato e di informazione al pubblico, di coordinamento e contatto tra persone interessate all'argomento nonché di sostegno alla ricerca scientifica.
Oggi sul territorio italiano sono attivi due Enti che si occupano di previsione ed emanazione dei bollettini valanghe:
- il Meteomont, servizio di previsione valanghe interforze, con Truppe Alpine dell'Esercito Italiano, Servizio Meteorologico dell'Aeronautica Militare, Corpo Forestale dello Stato (dal 1º gennaio 2017 sostituito dal Comando unità per la tutela forestale, ambientale e agroalimentare dei Carabinieri) e integrato con il contributo del Corpo Forestale della Regione Siciliana; opera in tutto il territorio nazionale.
- l'A.I.Ne.Va. Associazione Interregionale Neve e Valanghe, nata nel 1982 a opera delle Regioni e Province autonome dell'arco alpino.[4]

Questi servizi si basano soprattutto sull'osservazione e l'analisi delle condizioni della neve e meteorologiche per valutare le condizioni di pericolo nelle zone interessate. In alcuni paesi viene utilizzata la tecnica che consiste nel provocare il distacco preventivo e controllato delle masse di neve instabile per mezzo di cariche di esplosivo. In caso di valanghe che comportino il travolgimento di una o più persone, vengono usate per il soccorso squadre specializzate, cani addestrati e elicotteri dotati di speciali sensori.

### Scala europea pericolo valanghe

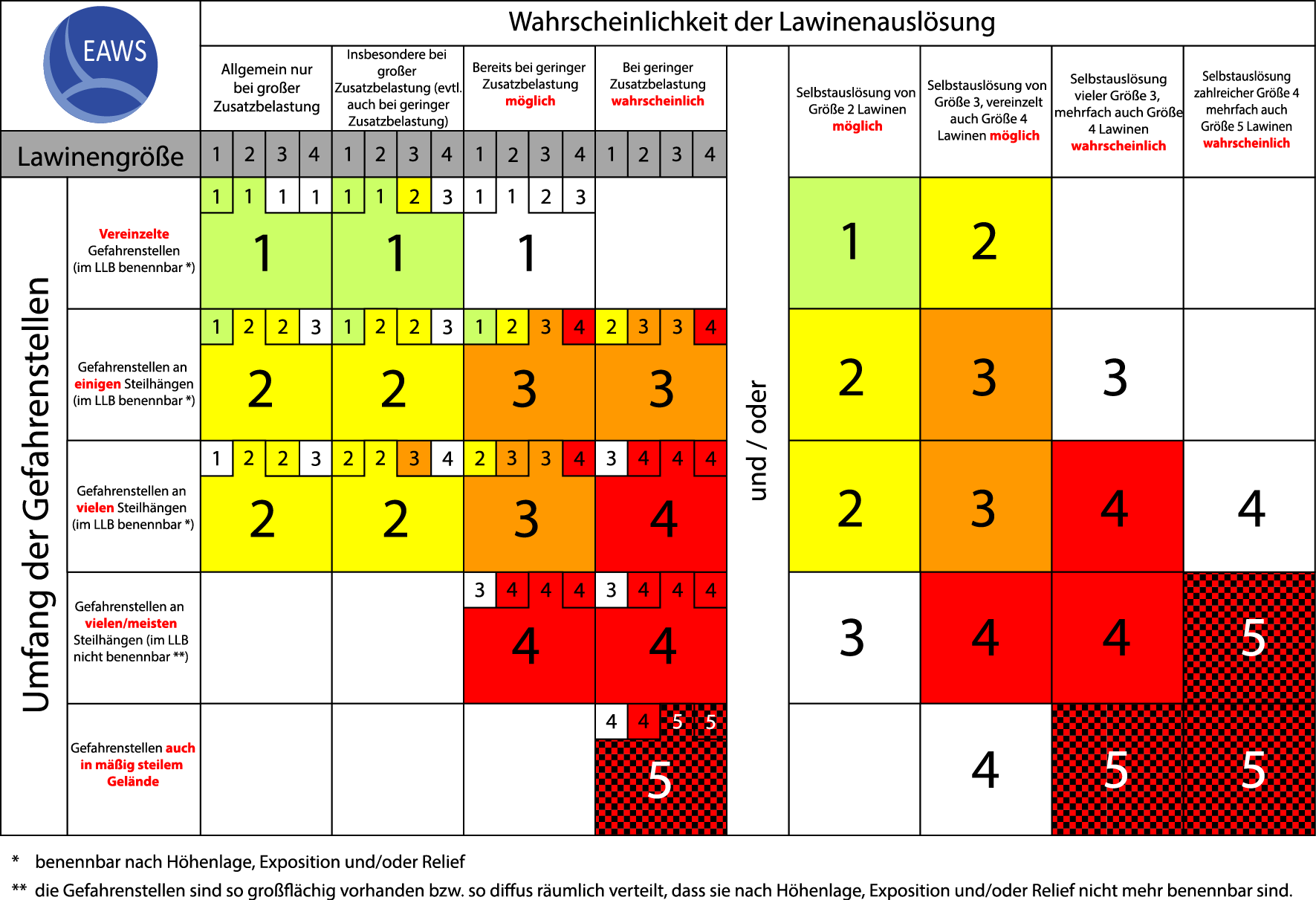
Scala di pericolosità rischio valanghe

In molte località viene utilizzata una scala europea per rappresentare il rischio di distacco di valanghe in quel momento nei pressi della località stessa, ed è quindi utile e auspicabile la consultazione in sito da parte degli alpinisti/scialpinisti che vogliano intraprendere un'escursione fuoripista. I gradi di rischio sono i seguenti (a ogni livello è associato il colore di una bandiera):
- Livello 1 DEBOLE: il manto nevoso è in generale ben consolidato e stabile. Il distacco è generalmente possibile solo con un forte sovraccarico su pochissimi pendii ripidi estremi. Sono possibili solo piccole valanghe spontanee (cosiddetti scaricamenti); contraddistinto dal colore verde.
- Livello 2 MODERATO: il manto nevoso è moderatamente consolidato su alcuni pendii ripidi, per il resto è ben consolidato. Il distacco è possibile soprattutto con un forte sovraccarico sui pendii ripidi indicati. Non sono da aspettarsi grandi valanghe spontanee; colore giallo.
- Livello 3 MARCATO: il manto nevoso presenta un consolidamento da moderato a debole su molti pendii ripidi. Il distacco è possibile con un debole sovraccarico soprattutto sui pendii ripidi indicati. In alcune situazioni sono possibili valanghe spontanee di media grandezza e, in singoli casi, anche grandi valanghe; colore arancione.
- Livello 4 FORTE: il manto nevoso è debolmente consolidato sulla maggior parte dei pendii ripidi; il distacco è probabile già con un debole sovraccarico. In alcune situazioni sono da aspettarsi molte valanghe spontanee di media grandezza e, talvolta, anche grandi valanghe; colore rosso.
- Livello 5 MOLTO FORTE: il manto nevoso è in generale debolmente consolidato e per lo più instabile. Sono da aspettarsi numerose grandi valanghe spontanee, anche su terreno moderatamente ripido; colore rosso e nero.

## Storia

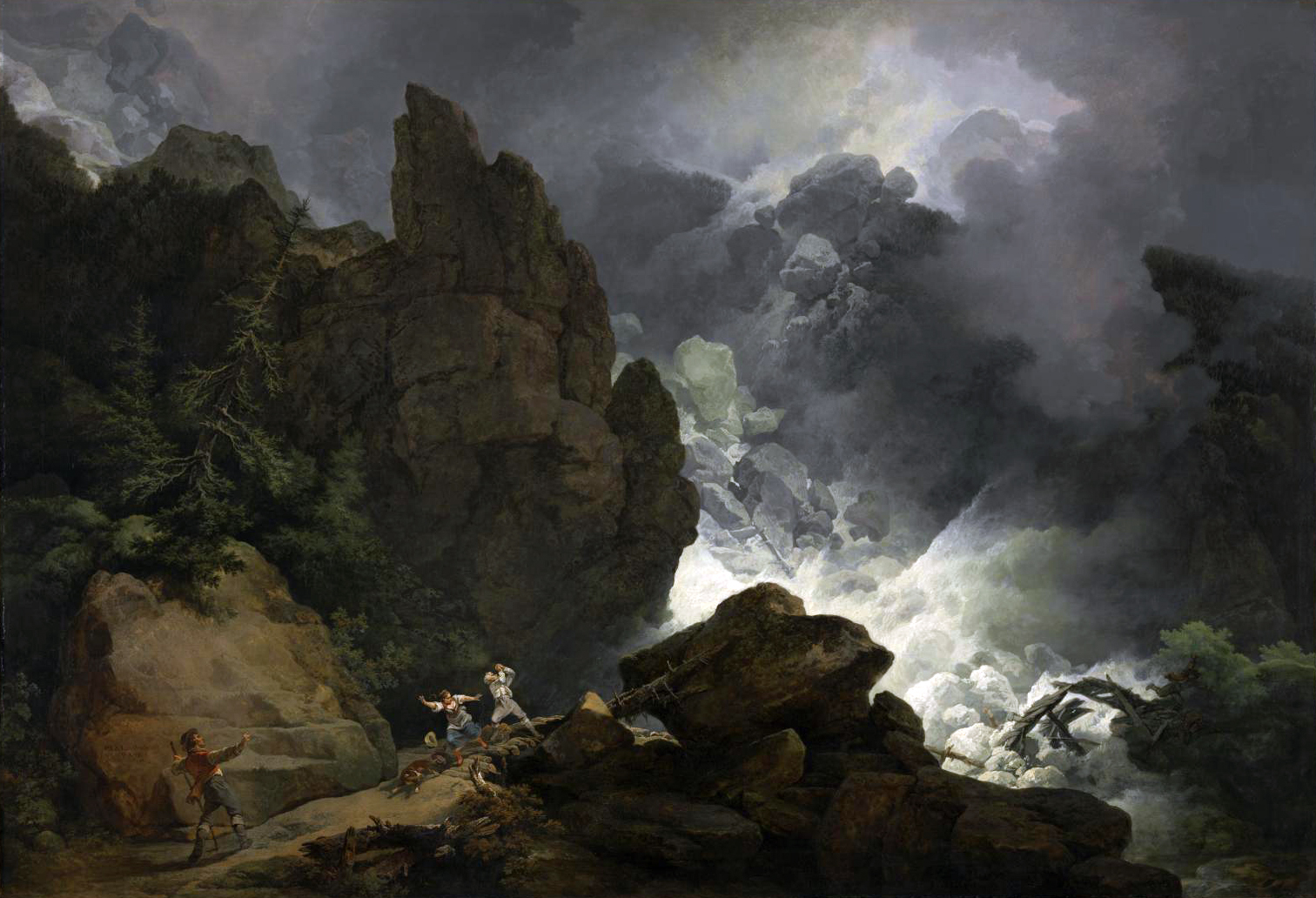
Lawine in den Alpen (1803),
di P.J.J. de Loutherbourg, Tate Gallery.

Con l'avvento delle attività legate al turismo invernale, sviluppate prevalentemente a partire dagli anni '70, la tipologia degli incidenti da valanga è notevolmente cambiata. Presero forma difatti in quel tempo le attività ludiche legate alla montagna e con loro gli incidenti che le stesse comportavano.
Mentre nei decenni precedenti dominavano gli infortuni o i decessi legati al travolgimento di abitazioni, con l'avvento del turismo e dello sci di massa le proporzioni cambiano radicalmente attribuendo un buon 90% alle sole attività turistiche.
Nei vari anni si è quindi modificata la tipologia di valanga così come si è evoluta la sensibilità al fenomeno stesso che, mediante le apposite misure preventive, il costante sviluppo dei servizi di diffusione e di informazione meteorologica e un'attrezzatura in continuo aggiornamento mira a elevare sempre di più il fattore di sicurezza.
Nonostante le attività turistico-sportive legate alla montagna risultino comunque essere le cause maggiori di decesso, la prevenzione del disastro causato da travolgimento di zone abitate rimane comunque attuale. È ancora vivo nella memoria l'incidente del 1970 in Val d'Isère, sulle alpi francesi, quando una valanga travolse un ostello uccidendo 39 persone e quello di Roeckingen, in Svizzera nella stessa stagione che seppellì 48 persone delle quali solamente 18 furono estratte vive.

### Tragedie causate da valanghe
Segue un elenco di alcuni dei principali disastri causati da valanghe in Italia e sulle Alpi.
- Il 6 gennaio del 1706 una valanga si abbatte sul villaggio di Alpenzù in comune di Gressoney-La-Trinité in Valle d'Aosta, causando la completa distruzione del paese e la morte di 20 persone.
- Il 23 gennaio del 1810 ben 24 case vengono distrutte da una valanga a Trabuchello, in comune di Isola di Fondra. I sepolti saranno 42 e i morti 28[5].
- A seguito di imponenti nevicate, tra la fine di febbraio e gli inizi di marzo del 1836, sulle Alpi italiane muoiono ben 124 persone. Il maggior numero di morti si ebbe in Friuli - Sostasio con 17 morti e la distruzione di 23 case e Cleulis con 11 morti[6] - e in Lombardia, con la morte di 66 persone a Case di Sopra in comune di Gerola Alta[7].
- Tra il 19 e il 27 febbraio del 1888, a causa di grandi nevicate, diverse valanghe si abbatterono sui centri abitati delle Alpi. Il bilancio complessivo dell'inverno fu di 343 morti, di cui 248 in Italia, 42 in Svizzera e 53 in Tirolo e Vorarlberg[8]. Una delle valanghe più distruttive che si registrarono fu quella che colpì Valtorta il 21 febbraio, causando la morte di 25 persone e il ferimento di 8.
- Nell'inverno del 1916/17, durante la prima guerra mondiale ci furono più di 10.000 vittime a causa delle valanghe tra i soldati italiani e austriaci impegnati al fronte. Sul versante nord della Marmolada il 12 dicembre 1916, sotto un'unica valanga, morirono 253 soldati[9].
- Il 14 marzo 1946 causa le abbondanti nevicate che si abbatterono sul triangolo lariano si staccò una slavina che seppellì la dépendance dell'Albergo Parco Monte San Primo dove morirono 11 persone.
- Nell'inverno 1950/1951 sulle Alpi 649 valanghe causarono la distruzione di più di 600 edifici e la morte di 279 persone, di cui 46 in Italia, 135 in Austria e 98 in Svizzera. In Italia il maggior numero di morti in singoli eventi si ebbero a Livigno (7 deceduti), a Canza (6 deceduti) e a Fundres (5 deceduti)[10].
- Tra il 10 e il 12 gennaio 1954, una serie di 400 valanghe colpì il Vorarlberg, in Austria: nella catastrofe morirono 125 persone e furono danneggiati 600 edifici.
- dal 6 al 10 febbraio 1970 in Val-d'Isère, Francia, 39 morti.
- a Reckingen, in Svizzera, nel 1970 due valanghe distrussero numerose abitazioni travolgendo 48 persone e provocando 30 morti.
- Il 3 febbraio 1978 a Breuil-Cervinia una valanga invade alle porte del paese la strada statale, vengono coinvolte diverse auto e si conteranno 6 morti.
- Il 23 febbraio 1980 a Breuil-Cervinia una valanga invade il paese da nord, radendo al suolo diverse ville tra cui la celebre villa Bacchini, distruggendo la caserma della guardia di finanza, le scuole elementari, ed invadendo alcuni condomini ed alberghi. La valanga si é fermata nei pressi dell'attuale farmacia, mietendo morti e feriti.[11]
- Il 17 febbraio del 1991 a Courmayeur, presso il Pavillon, una valanga causò il maggior numero di morti in un singolo evento tra gli sciatori. 12 persone persero la vita e diversi furono i feriti.
- Il 23 febbraio 1999 a Galtür in Austria una valanga travolse parte del paese stesso causando 31 morti.[12]
- Il 23 febbraio 1999 a Dailley una valanga denominata Lavancher causò 1 morto.[13]
- Il 18 gennaio 2017 Rigopiano, frazione di Farindola (un comune del Pescarese), fu teatro di quella che fu definita la slavina di Rigopiano, che causò 29 morti distruggendo un resort che ospitava in tutto 40 persone.
- Il 3 luglio 2022 una porzione del ghiacciaio della Marmolada si stacca e travolge una colonna di alpinisti, causando 11 morti e 8 feriti

## Filmografia
- Valanga (film) (1978)
- La valanga della paura (2002)